# Кушнірук В'ячеслав Геннадійович
Вячесла́в Генна́дійович Кушніру́к — старший лейтенант Збройних сил України, учасник російсько-української війни.

## Нагороди
2 серпня 2014 року — за особисту мужність і героїзм, виявлені у захисті державного суверенітету та територіальної цілісності України, вірність військовій присязі під час російсько-української війни, молодший сержант Кушнірук відзначений — нагороджений орденом «За мужність» III ступеня.